# Sphecosoma semelina
Sphecosoma semelina är en fjärilsart som beskrevs av D.Jones 1914. Sphecosoma semelina ingår i släktet Sphecosoma och familjen björnspinnare. Inga underarter finns listade i Catalogue of Life.